# Relationer mellan Mexiko och Sverige
Relationer mellan Mexiko och Sverige är de diplomatiska förbindelserna mellan Mexiko och Sverige. Mexiko har en ambassad i Stockholm och Sverige har en ambassad i Mexico City.

## Historik

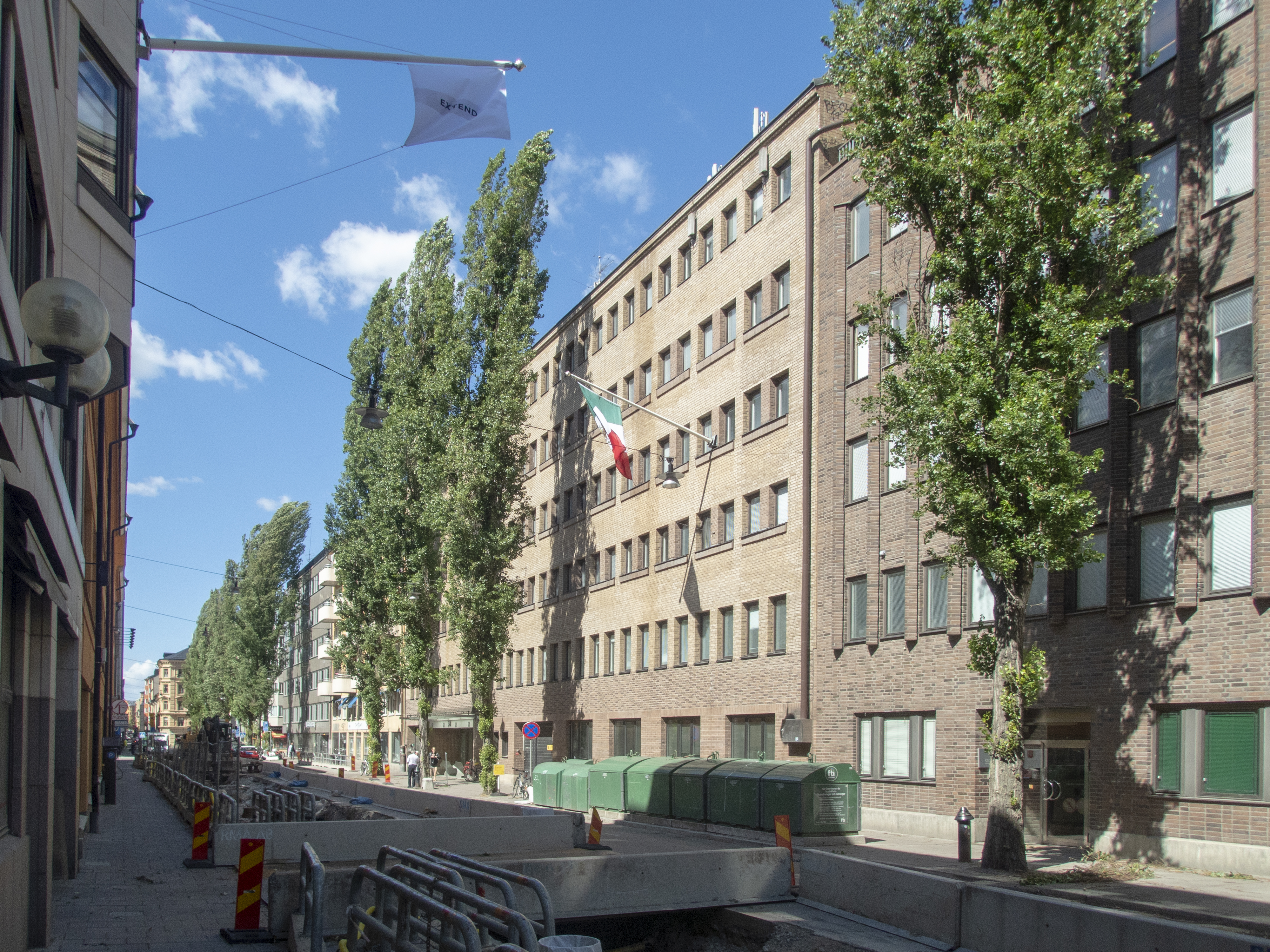
Mexikos ambassad i Stockholm

Diplomatiska förbindelser upptogs 1850. Den 29 juli 1885 undertecknades av vänskaps, handels- och sjöfartsfördraget. 1956 invigdes Sveriges ambassad i Mexico City.
1982 åkte kung Carl XVI Gustaf och drottning Silvia av Sverige på statsbesök. De återvände dit 2002 och sen igen på 2024

### Fotnoter
1. ↑  ”Välkommen till Sveriges ambassad i Mexiko”. Sweden Abroad. Arkiverad från originalet den 2 april 2015. https://web.archive.org/web/20150402155925/http://www.swedenabroad.com/sv-SE/Ambassader/Mexico-City/Om-oss/Om-ambassaden/. Läst 1 februari 2015.
2. ↑  ”Diplomatic Relations Mexico-Sweden”. Arkiverad från originalet den 14 juli 2014. https://web.archive.org/web/20140714143910/http://www.sre.gob.mx/suecia/ingles/reldiplo.htm. Läst 1 februari 2015.
3. ↑  ”Sverige och Mexiko”. Säkerhetspolitik. Arkiverad från originalet den 2 april 2015. https://web.archive.org/web/20150402042833/http://www.sakerhetspolitik.se/Konflikter/Mexico/Sverige-och-Mexiko/. Läst 1 februari 2015.
4. ↑  ”Om Mexiko”. Sweden Abroad. Arkiverad från originalet den 7 april 2015. https://web.archive.org/web/20150407152121/http://www.swedenabroad.com/sv-SE/Ambassader/Mexico-City/Landfakta/Om-Mexiko/. Läst 1 februari 2015.